# Jolita Vaickienė
Jolita Vaickiene (ur. 25 września 1970 w Radziwiliszkach) – litewska polityk. Posłanka na Sejm Republiki Litewskiej.
Od 1977 uczęszczała do Liceum nr 3 w Kretyndze. W roku 1993 uzyskała dyplom ekonomisty na Wydziale Ekonomicznym Uniwersytetu Wileńskiego.
W latach 1993-1994 pracowała jako księgowa w firmie inwestycyjnej "Investicijos i Palangą". Od 1994 zajmowała się księgowością w firmie Coca Cola. Od 1997 do 2001 była finansistą w UAB "Lijota", a w 2003 roku w UAB "Vakaru medienos grupe" objęła stanowisko starszego kierownika finansisty. W latach 2003–2011 obejmowała stanowisko dyrektora w UAB "Vijomeda". Od 2009 do 2011 roku była zastępcą burmistrza w gminie Kretynga. Do 2012 roku była administratorem gminy Kretynga.
W 2012 przyjęła propozycję kandydowania do Sejmu z ramienia partii Porządek i Sprawiedliwość. W wyborach w 2012 uzyskała mandat posłanki na Sejm Republiki Litewskiej.

## Odznaczenia
- Medal Rady Bałtyckiej – 2016[3]